# Saxifraga mucronulatoides
Saxifraga mucronulatoides är en stenbräckeväxtart som beskrevs av J.T. Pan. Saxifraga mucronulatoides ingår i Bräckesläktet som ingår i familjen stenbräckeväxter. Inga underarter finns listade i Catalogue of Life.